# Patricio González Kuhlmann
Patricio González Kuhlmann (Santiago, 2 de octubre de 1969) es un director de telenovelas chileno. 
Actualmente es director de telenovelas de Mega Media. Anteriormente se ha desempeñado en el mismo cargo en Televisión Nacional de Chile (TVN) entre 2004 y 2008, y luego entre 2012 y 2013; y en Chilevisión entre 2008 y 2011. También ha sido director de Teletón (Chile). 

## Filmografía
| Año  | Título                  | Cargo                 | Medio               |
| ---- | ----------------------- | --------------------- | ------------------- |
| 1993 | Jaque Mate              | Asistente de director | Televisión Nacional |
| 1994 | Rompecorazón            | Asistente de director | Televisión Nacional |
| 1995 | Estúpido Cupido         | Asistente de director | Televisión Nacional |
| 1996 | Sucupira                | Asistente de director | Televisión Nacional |
| 1997 | Oro Verde               | Asistente de director | Televisión Nacional |
| 1998 | Iorana                  | Director de 2° unidad | Televisión Nacional |
| 1999 | La Fiera                | Director de 2° unidad | Televisión Nacional |
| 2000 | Romané                  | Director de 2° unidad | Televisión Nacional |
| 2001 | Pampa Ilusión           | Director de 2° unidad | Televisión Nacional |
| 2002 | El Circo de las Montini | Director de 2° unidad | Televisión Nacional |
| 2003 | Puertas Adentro         | Director              | Televisión Nacional |
| 2004 | Los Pincheira           | Director              | Televisión Nacional |
| 2005 | Los Capo                | Director              | Televisión Nacional |
| 2006 | Cómplices               | Director              | Televisión Nacional |
| 2007 | Corazón de María        | Director              | Televisión Nacional |
| 2008 | Viuda Alegre            | Director              | Televisión Nacional |
| 2009 | Sin Anestesia           | Director general      | Chilevisión         |
| 2010 | Mujeres de lujo         | Director general      | Chilevisión         |
| 2011 | Infiltradas             | Director general      | Chilevisión         |
| 2012 | Reserva de familia      | Director general      | Televisión Nacional |
| 2013 | Socias                  | Director general      | Televisión Nacional |
| 2014 | Pituca sin lucas        | Director general      | Mega                |
| 2016 | Sres. papis             | Director general      | Mega                |
| 2018 | Casa de muñecos         | Director general      | Mega                |
| 2019 | Juegos de poder         | Director general      | Mega                |
| 2021 | Demente                 | Director general      | Mega                |
| 2022 | Hijos del desierto      | Director general      | Mega                |
| 2024 | Al sur del corazón      | Director general      | Mega                |
| 2025 | Agua de oro             | Director general      | Mega                |

### Series
Asistente de director
- 1998-1999: Sucupira, la comedia

### Programas
Director general
- 2014: Teletón

Asistente de director
- 1990-1992: Sábado Taquilla